# Saramacca (district)
Districtul Saramacca  este una dintre cele 10 unități administrativ-teritoriale de gradul I ale statului Surinam.